# Szmrecsányi Boldizsár
Szmrecsányi Boldizsár Antal (1996-ig: Péch) (Budapest, 1970. október 31. –) magyar szobrászművész.

## Életpályája
1989–1990 között Bécsben az Akademie der Bildenden Künste szobrász szakán tanult.
1990–1995 között a Magyar Képzőművészeti Főiskola szobrász szakát végezte el; 1995-ben szobrász diplomát kapott. 1995 óta a Magyar Alkotóművészek Országos Egyesülete (MAOE) tagja. 1995–1997 között a pécsi Janus Pannonius Tudományegyetem Képzőművészeti Mesteriskola kőszobrász szakát végezte el Villányban. 1996-tól a Magyar Képző- és Iparművészek Szövetsége tagja.
2001 óta az Osztrák Képzőművészek Szövetsége (BV) és a Magyar Szobrász Társaság (MSZT) tagja. 2004 óta a Párizsi Salon Violet Társasága, a Taylor Alapítvány Társasága, az Ír Szobrász Társaság és a Párizsi Őszi Szalon Társasága tagja.
2015-től a Francia Képzőművészeti Társaság tagja.
2024-től a Magyar Művészeti Akadémia köztesületi tagja.

## Családja
Szülei Péch Antal (1939–) és Szmrecsányi Irma Zita (1940–). 1998. szeptember 26-án házasságot kötött Dessewwffy Johannával (1970–). Három gyermekük született: Zsófia Zita (1999–), Bolda Júlia (2001–) és Olivér István (2004–).

## Köztéri szobrai

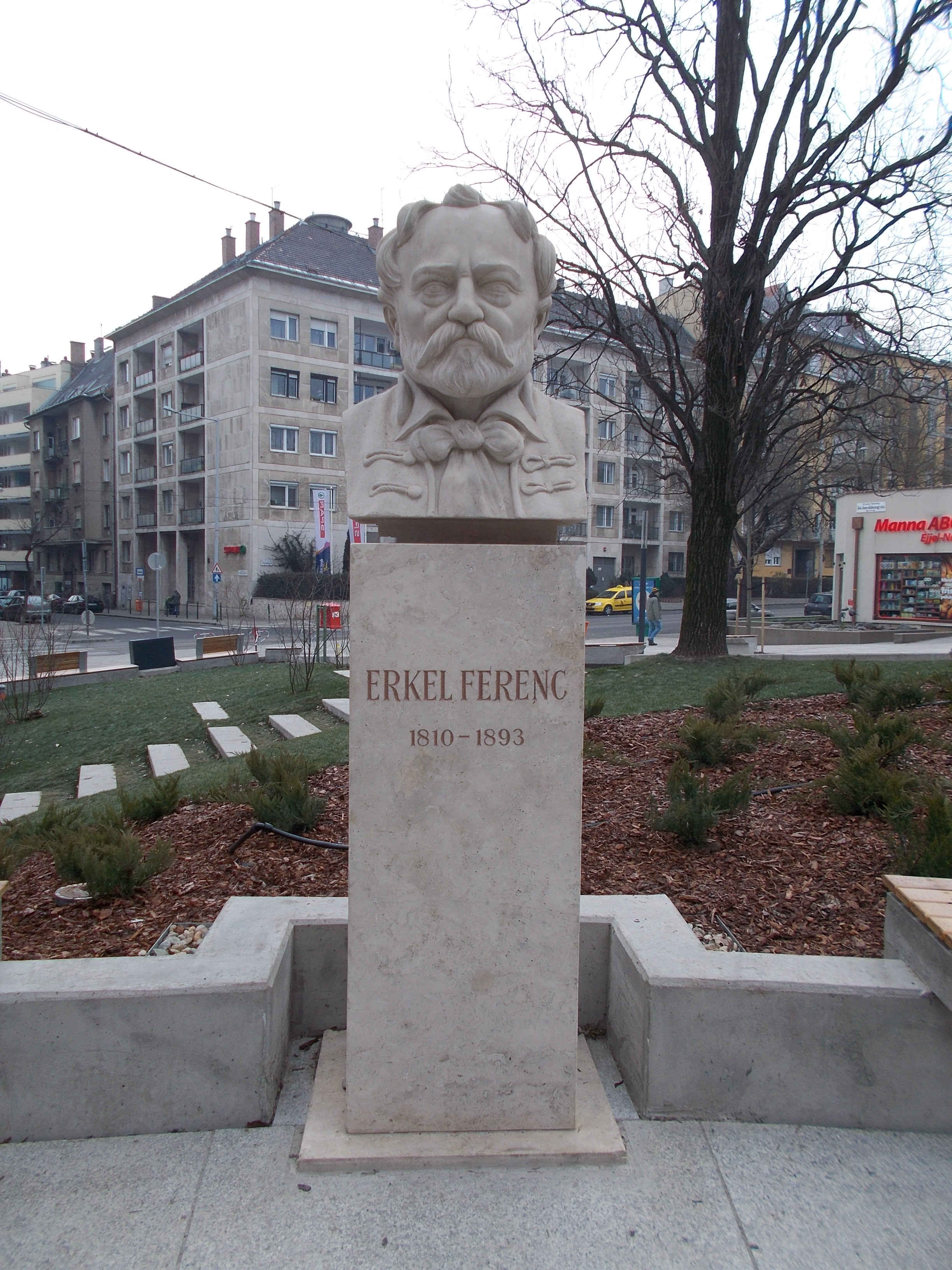
Erkel Ferenc–mellszobor (Budapest, 2001)

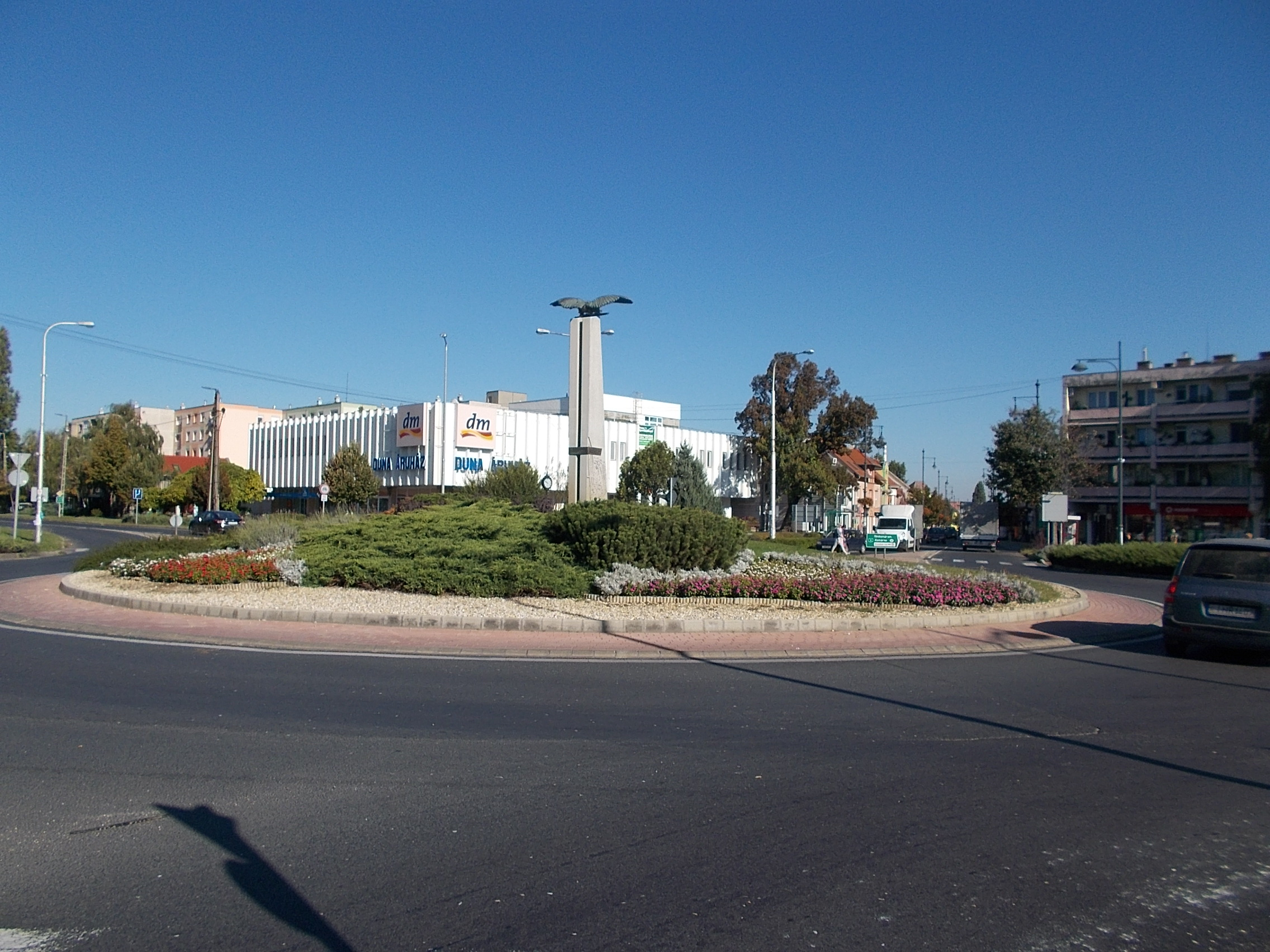
Turul-szobor

- Lechner Ödön–dombormű (Budapest, 1998)
- Fekete István–dombormű (Budapest, 2000)
- Erkel Ferenc–mellszobor (Budapest, 2001)
- Vendégház (Róma, 2001)
- Jó pásztor (Budapest, 2003)
- Elesett harcos (Campocecina, 2003)
- Szent Márton–dombormű (Budapest, 2004)
- A II. világháború XII. kerületi áldozatainak emlékműve (Budapest, 2005)
- Rollerező (Budapest, 2008)
- Genezis IV. (Villány, 2009)
- Kőláb (Budapest, 2010)
- Keresztelő Szent János (Budapest, 2010)
- Szent Ferenc (Budapest, 2011)
- Dr. Ripka Ferenc-dombormű (Budapest, 2012)
- Turul-szobor (Komárom, 2012)
- Csillagnéző (Budapest, 2015)[3]
- Rollerező (Balatonalmádi, 2015)
- 1956 – A szabadság szárnyaló madara (Budapest, 2016)
- Genezis (Budapest, 2020)
- Csillagnéző (Budapest, 2020)
- Prof. Dr. Lechner Károly-mellszobor (Szeged, 2021)
- Anya gyermekével (Ankara, 2024)

## Kiállításai
| - 1999-2000; 2002; 2010; 2013; 2017; 2019 Budapest - 2001; 2006 Győr - 2003; 2011 Hága - 2005 Fonyód - 2008 Dunaszerdahely - 2012 Hódmezővásárhely - 2015 Székesfehérvár - 2016 Komárom - 2020 Temesvár - 2021 Fertőd - 2023 Nagybánya - 2024 Sümeg - 2025 Gödöllő | - 2002; 2008; 2011 Bécs - 2003-2007; 2009-2010; 2012-2019; 2024 Párizs - 2004-2006 Dublin - 2013; 2021 Miami - 2020; 2022-2023 Budapest |

## Díjai, kitüntetései
- Hódmezővásárhely Megyei Jogú Város Nívódíja (1996, 2000)
- MATÁV Képzőművészeti Pályázat, Közönségdíj (1998)
- Magyar Állami Eötvös Ösztöndíj (1998-1999; 2002; 2006)
- Hódmezővásárhely Megyei Jogú Város Fődíja (2001)
- Tornyai János-plakett (2001)
- Derkovits Gyula képzőművészeti ösztöndíj (2001; 2005; 2007)
- Corvin Ösztöndíj (2002-2005)
- Pátzay Pál-díj (2015)
- Munkácsy Mihály-díj (2017)
- MMA alkotói ösztöndíj (2019)
- Kossuth-díj (2022)